# Schoonspringen op de Olympische Zomerspelen 2008
Schoonspringen is een van de sporten die beoefend werden tijdens de Olympische Zomerspelen 2008 in Peking (Beijing). Het schoonspringen speelde zich af in het Beijing National Aquatics Center van 10 augustus tot en met 23 augustus.
In het schoonspringen werd in acht disciplines om olympische medailles gestreden; vier bij de mannen en vier bij de vrouwen.

## Kwalificatie
Elk Nationaal Olympisch Comité mocht twee gekwalificeerde deelnemers uitzenden op de individuele nummers en één team bij het synchroon duiken.

## Medailles
| Discipline               | Goud                   | Goud | Zilver                                | Zilver | Brons                           | Brons |
| ------------------------ | ---------------------- | ---- | ------------------------------------- | ------ | ------------------------------- | ----- |
| 3 m plank (m)            | He Chong               | CHN  | Alexandre Despatie                    | CAN    | Qin Kai                         | CHN   |
| 10 m toren (m)           | Matthew Mitcham        | AUS  | Zhuo Luxin                            | CHN    | Gleb Galperin                   | RUS   |
| 3 m plank synchroon (m)  | Qin Kai Wang Feng      | CHN  | Yuriy Kunakov Dmitri Saoetin          | RUS    | Ilja Kvasja Aleksej Pryhorov    | UKR   |
| 10 m toren synchroon (m) | Huo Liang Lin Yue      | CHN  | Patrick Hausding Sascha Klein         | GER    | Gleb Galperin Dmitriy Dobroskok | RUS   |
|                          |                        |      |                                       |        |                                 |       |
| 3 m plank (v)            | Guo Jingjing           | CHN  | Julia Pakhalina                       | RUS    | Wu Minxia                       | CHN   |
| 10 m toren (v)           | Chen Ruolin            | CHN  | Émilie Heymans                        | CAN    | Wang Xin                        | CHN   |
| 3 m plank synchroon (v)  | Guo Jingjing Wu Minxia | CHN  | Julia Pakhalina Anastasia Pozdnyakova | RUS    | Heike Fischer Ditte Kotzian     | GER   |
| 10 m toren synchroon (v) | Ruolin Chen Xin Wang   | CHN  | Briony Cole Melissa Wu                | AUS    | Paola Espinosa Tatiana Ortiz    | MEX   |

## Uitslagen

### 3 m plank (m)
De wedstrijd vond plaats op 18 augustus (kwalificatie) en 19 augustus (halve finale en finale).
eerste rij is kwalificatie, tweede rij is halve finale, derde rij is finale
| #      | Olympiër                       | Land | Duiken            | Duiken            | Duiken            | Duiken            | Duiken            | Duiken              | Punten                         |
| #      | Olympiër                       | Land | 1                 | 2                 | 3                 | 4                 | 5                 | 6                   | Punten                         |
| ------ | ------------------------------ | ---- | ----------------- | ----------------- | ----------------- | ----------------- | ----------------- | ------------------- | ------------------------------ |
| Goud   | He Chong                       | CHN  | 85.25 83.70 91.45 | 67.50 79.50 85.50 | 75.25 92.75 99.75 | 96.90 98.60       | 91.80 96.90       | 98.90 102.60 100.70 | 515.50 (1) 547.25 (1) 572.90   |
| Zilver | Alexandre Despatie             | CAN  | 76.50 81.00 82.50 | 80.60 79.05 86.80 | 54.25 89.25       | 89.25 94.50       | 66.30 88.40 86.70 | 86.70 91.80 96.00   | 453.60 (9) 518.75 (2) 536.65   |
| Brons  | Qin Kai                        | CHN  | 80.60 77.50 80.60 | 72.00 82.50 85.50 | 85.00 83.30 86.70 | 89.25 84.00 87.50 | 81.60 86.70 91.80 | 94.50 98.00         | 502.95 (2) 508.50 (3) 530.10   |
| 4      | Dmitri Saoetin                 | RUS  | 81.00 78.00 81.00 | 79.05 86.80       | 74.80 81.60       | 78.00 76.50 81.00 | 78.00 84.00 82.50 | 84.00 99.75         | 474.85 (4) 476.35 (8) 512.65   |
| 5      | Pavlo Rozenberg                | GER  | 77.00 84.00       | 76.50 51.00 81.60 | 79.50 76.50 73.50 | 47.25 91.00 87.50 | 77.00 80.50 89.25 | 74.40 71.30 69.75   | 431.65 (16) 454.30 (12) 485.60 |
| 6      | Troy Dumais                    | USA  | 63.00 78.00 73.50 | 83.70             | 83.30 81.60 91.80 | 71.40 81.60 76.50 | 68.25 70.00 57.75 | 78.75 68.25 89.25   | 448.40 (12) 463.15 (10) 472.50 |
| 7      | Yahel Castillo                 | MEX  | 73.50 76.50       | 79.05 83.70 75.95 | 67.50 66.00 61.50 | 82.25 77.00       | 94.50 92.75 89.25 | 83.85 103.35 81.90  | 480.65 (3) 504.55 (4) 462.10   |
| 8      | Patrick Hausding               | GER  | 75.95 79.05 80.60 | 78.75 85.75 68.25 | 63.00 76.50       | 75.25 84.00 80.50 | 72.00 75.00 78.00 | 86.70 81.60 78.20   | 451.65 (11) 481.90 (5) 462.05  |
| 9      | Robert Newbery                 | AUS  | 74.40 77.50 79.05 | 67.50 72.00 67.50 | 76.50 81.60 76.50 | 84.00 63.00 73.50 | 82.25 87.50       | 80.50 78.75 77.00   | 465.15 (6) 460.35 (11) 461.05  |
| 10     | Juan Guillermo Uran            | COL  | 75.00 70.50 73.50 | 75.95 77.50       | 70.00 84.00 71.75 | 72.00 78.00 76.50 | 77.00 82.25 78.75 | 73.10 78.20 76.50   | 443.05 (14) 468.90 (9) 454.50  |
| 11     | Ken Terauchi                   | JPN  | 75.00 78.00 76.50 | 85.00 83.30 85.00 | 76.50             | 69.00 67.50 49.00 | 79.05 83.70 69.75 | 68.25 89.25 85.75   | 452.80 (10) 478.25 (7) 442.50  |
| 12     | Chris Colwill                  | USA  | 67.50 75.00 72.00 | 72.85 74.40       | 81.60 79.90 63.00 | 74.80 71.40 69.70 | 84.00 85.75 80.50 | 84.00 94.50 66.30   | 464.75 (7) 480.95 (6) 425.90   |
|        |                                |      |                   |                   |                   |                   |                   |                     |                                |
| 13     | Joona Puhakka                  | FIN  | 74.40             | 69.00 76.50       | 76.50 72.00       | 87.50 75.25       | 83.30 66.30       | 78.75 87.50         | 469.45 (5) 451.95              |
| 14     | Nicola Marconi                 | ITA  | 76.50 72.00       | 69.75 77.50       | 71.40 83.30       | 66.00 72.00       | 72.00 64.50       | 75.25               | 430.90 (18) 444.55             |
| 15     | Ilja Kvasja                    | UKR  | 77.50 75.95       | 73.50 75.25       | 82.25 61.25       | 76.50 81.60       | 72.00 69.00       | 79.90 76.50         | 461.65 (8) 439.55              |
| 16     | Matthew Mitcham                | AUS  | 78.75 66.50       | 64.75 75.25       | 61.20 56.10       | 74.40 72.85       | 75.00 78.00       | 85.75 78.75         | 439.85 (15) 427.45             |
| 17     | Aleksandr Dobroskok            | RUS  | 85.75 78.75       | 72.85 62.00       | 63.00 76.50       | 50.75 64.75       | 74.80 42.50       | 84.00 87.50         | 431.15 (17) 412.00             |
| 18     | Reuben Ross                    | CAN  | 77.50 66.65       | 64.75 57.75       | 73.50             | 63.00 52.70       | 79.90 52.70       | 87.50 66.50         | 446.15 (13) 395.85             |
|        |                                |      |                   |                   |                   |                   |                   |                     |                                |
| 19     | Jorge Betancourt               | CUB  | 66.50             | 81.60             | 66.00             | 67.50             | 70.00             | 76.50               | 428.25                         |
| 20     | Javier Illana                  | ESP  | 74.40             | 76.50             | 70.50             | 72.00             | 67.50             | 63.00               | 423.90                         |
| 21     | Ramon Antonio Fumada Rodriguez | VEN  | 72.00             | 74.40             | 64.75             | 67.50             | 69.00             | 71.40               | 419.05                         |
| 22     | Constantin Blaha               | AUT  | 69.75             | 66.30             | 58.50             | 67.50             | 73.50             | 72.00               | 407.55                         |
| 23     | Yuriy Shlyakhov                | UKR  | 67.50             | 71.30             | 70.95             | 52.50             | 68.00             | 74.80               | 405.05                         |
| 24     | Cesar Castro                   | BRA  | 66.00             | 72.85             | 76.50             | 66.00             | 72.00             | 47.25               | 400.60                         |
| 25     | Sergei Kuchmasov               | BLR  | 69.75             | 57.00             | 63.00             | 64.75             | 73.50             | 71.40               | 399.40                         |
| 26     | Benjamin Swain                 | GBR  | 71.30             | 63.00             | 51.00             | 60.00             | 77.00             | 68.00               | 390.30                         |
| 27     | Jorge Pupo                     | CUB  | 72.85             | 63.00             | 78.75             | 72.00             | 63.00             | 39.10               | 388.70                         |
| 28     | Tomasso Marconi                | ITA  | 72.00             | 57.35             | 43.50             | 64.50             | 73.50             | 49.30               | 360.15                         |
| 29     | Son Seong-Chel                 | KOR  | 72.00             | 42.00             | 63.00             | 51.15             | 72.00             | 53.20               | 353.35                         |

### 10 m toren (m)
De wedstrijd vond plaats op 22 augustus (kwalificatie) en 23 augustus (halve finale en finale).
eerste rij is kwalificatie, tweede rij is halve finale, derde rij is finale
| #      | Olympiër            | Land | Duiken            | Duiken            | Duiken            | Duiken            | Duiken            | Duiken              | Punten                         |
| #      | Olympiër            | Land | 1                 | 2                 | 3                 | 4                 | 5                 | 6                   | Punten                         |
| ------ | ------------------- | ---- | ----------------- | ----------------- | ----------------- | ----------------- | ----------------- | ------------------- | ------------------------------ |
| Goud   | Matthew Mitcham     | AUS  | 76.50 73.50       | 92.90 89.10 97.35 | 91.20 86.40 76.80 | 79.90 95.20 91.80 | 78.40 81.60 86.40 | 91.20 106.40 112.10 | 509.60 (2) 532.20 (2) 537.95   |
| Zilver | Zhuo Luxin          | CHN  | 78.00 76.50 84.00 | 91.80 95.20 93.50 | 94.50 94.50 96.25 | 99.00 97.20 91.80 | 86.40 88.00 92.80 | 90.10 74.80 74.50   | 539.80 (1) 526.20 (3) 533.15   |
| Brons  | Gleb Galperin       | RUS  | 89.60 88.00 83.20 | 70.40 65.60 75.20 | 75.00 81.00 85.50 | 79.95 90.75 85.80 | 95.20 86.70 93.50 | 98.80 96.90 102.60  | 499.95 (3) 508.95 (4) 525.80   |
| 4      | Huo Liang           | CHN  | 81.00 81.00 82.50 | 81.60 92.80 84.80 | 85.75 96.25 91.00 | 52.50 91.80 86.40 | 85.00 96.90 78.20 | 87.40 91.20 85.50   | 472.95 (8) 549.95 (1) 508.40   |
| 5      | José Antonio Guerra | CUB  | 73.50 76.50       | 50.40 81.00 93.60 | 83.20 76.80 91.20 | 59.40 46.20 77.55 | 96.90 91.80 71.40 | 79.80 66.50 96.90   | 443.20 (11) 438.80 (11) 507.15 |
| 6      | Mathew Helm         | AUS  | 81.00 81.00 72.00 | 73.60 84.80 75.20 | 78.40 78.40 81.60 | 88.20 84.60 77.40 | 71.40 64.60 74.80 | 91.80 91.80 86.70   | 484.40 (5) 485.20 (6) 467.70   |
| 7      | Tom Daley           | GBR  | 68.00 71.40 81.60 | 72.00 72.00 78.00 | 86.40 76.80       | 72.00 86.40 78.40 | 82.50 89.10 84.15 | 59.50 62.90 64.60   | 440.40 (12) 458.60 (8) 463.55  |
| 8      | Rommel Padreco      | MEX  | 76.50 76.50 73.50 | 78.40 78.40 75.20 | 76.80 70.40 64.00 | 84.15 89.10 79.20 | 69.70 78.20 87.70 | 79.90 61.20 81.60   | 465.45 (9) 453.80 (9) 460.20   |
| 9      | Patrick Hausding    | GER  | 72.00 73.50 76.50 | 59.20 76.80 86.40 | 73.60 75.20 73.60 | 48.60 61.20 91.80 | 81.60 79.90 45.90 | 88.40 86.70 74.10   | 423.40 (17) 453.30 (10) 448.30 |
| 10     | David Boudia        | USA  | 64.50 73.50 80.50 | 86.40 76.80 84.80 | 84.00 78.75 75.25 | 78.20 85.00 81.60 | 77.40 88.20 75.60 | 91.20 89.30 43.70   | 481.70 (6) 491.55 (5) 441.45   |
| 11     | Juan Guillermo Uran | COL  | 74.80 79.90 81.60 | 72.00 66.00 63.00 | 59.20 54.40 76.80 | 65.60 76.80       | 81.60 81.60 68.00 | 64.80 77.40 48.60   | 418.00 (18) 436.10 (12) 414.80 |
| 12     | Thomas Finchum      | USA  | 84.80 81.60 48.00 | 76.50 69.00 72.00 | 81.60 73.60 65.60 | 74.80 78.20 61.20 | 72.60 84.15 80.85 | 87.70 88.40 85.00   | 477.00 (7) 474.95 (7) 412.65   |
|        |                     |      |                   |                   |                   |                   |                   |                     |                                |
| 13     | Peter Waterfield    | GBR  | 81.00 81.00       | 86.40 72.00       | 76.80 70.40       | 80.85 90.75       | 83.30 40.80       | 89.30 76.00         | 497.65 (4) 430.95              |
| 14     | Vadim Kaptur        | BLR  | 72.00 67.50       | 78.40 70.40       | 65.10 68.20       | 62.70 47.85       | 78.20 86.70       | 76.50 79.90         | 432.90 (13) 420.55             |
| 15     | Jeinkler Aguirre    | CUB  | 84.00 79.50       | 70.95 64.35       | 43.40 69.75       | 65.50 81.60       | 68.00 35.70       | 91.80 83.30         | 423.75 (16) 414.20             |
| 16     | Riley McCormick     | CAN  | 81.60 65.60       | 70.95 54.45       | 48.00 72.00       | 79.90 49.30       | 69.00 73.50       | 76.50 76.50         | 425.95 (14) 391.35             |
| 17     | Reuben Ross         | CAN  | 76.50 67.50       | 86.40 81.60       | 64.00 54.40       | 59.50 71.40       | 62.70 47.85       | 76.50 68.00         | 425.60 (15) 390.75             |
| 18     | Sacha Klein         | GER  | 83.20 76.80       | 84.00 78.75       | 66.50 70.00       | 82.80 43.20       | 76.50 47.60       | 60.80 66.50         | 453.80 (10) 382.85             |
|        |                     |      |                   |                   |                   |                   |                   |                     |                                |
| 19     | Hugo Parisi         | BRA  | 63.00             | 72.00             | 57.75             | 79.20             | 61.20             | 79.80               | 412.95                         |
| 20     | Kostyantyn Milyayev | UKR  | 67.50             | 62.40             | 52.70             | 76.80             | 73.10             | 77.55               | 410.05                         |
| 21     | Aliaksandr Varlaman | BLR  | 67.50             | 67.20             | 67.20             | 60.90             | 79.20             | 64.60               | 406.60                         |
| 22     | German Sanchez      | MEX  | 76.50             | 66.00             | 71.40             | 58.90             | 68.80             | 57.75               | 399.35                         |
| 23     | Constantin Popovici | ROU  | 72.00             | 71.40             | 76.80             | 72.00             | 27.00             | 73.10               | 392.30                         |
| 24     | Cassius Duran       | BRA  | 73.60             | 67.20             | 51.30             | 81.60             | 61.50             | 54.45               | 389.65                         |
| 25     | Francesco Dell'Uomo | ITA  | 81.00             | 72.00             | 74.40             | 71.40             | 59.40             | 30.60               | 388.80                         |
| 26     | Bryan Nicolas Lomas | ITA  | 72.00             | 68.85             | 44.80             | 49.50             | 74.40             | 74.80               | 384.35                         |
| 27     | Oleg Vikakov        | RUS  | 72.00             | 75.20             | 56.00             | 45.00             | 81.60             | 45.60               | 375.40                         |
| 28     | Rexel Ryan Fabriga  | PHI  | 54.00             | 56.00             | 50.75             | 62.70             | 64.00             | 71.40               | 358.85                         |
| 29     | Anton Zakharov      | UKR  | 67.50             | 34.20             | 70.40             | 57.75             | 39.10             | 76.00               | 344.95                         |
| 30     | Kim Chon Man        | PRK  | 75.00             | 70.40             | 41.40             | 33.25             | 25.50             | 83.30               | 328.85                         |

### 3 m plank synchroon (m)
De wedstrijd vond plaats op 13 augustus.
| #      | Olympiër                          | Land             | Duiken | Duiken | Duiken | Duiken | Duiken | Duiken | Punten |
| #      | Olympiër                          | Land             | 1      | 2      | 3      | 4      | 5      | 6      | Punten |
| ------ | --------------------------------- | ---------------- | ------ | ------ | ------ | ------ | ------ | ------ | ------ |
| Goud   | Qin Kai Wang Feng                 | China            | 57.60  | 55.80  | 83.70  | 89.76  | 87.72  | 94.50  | 469.08 |
| Zilver | Yuriy Kunakov Dmitri Saoetin      | Rusland          | 54.60  | 52.20  | 80.10  | 79.56  | 67.32  | 88.20  | 421.98 |
| Brons  | Ilja Kvasja Aleksej Pryhorov      | Oekraïne         | 51.00  | 43.20  | 79.56  | 78.54  | 84.00  | 78.75  | 415.05 |
| 4      | Chris Colwill Jevon Tarantino     | Verenigde Staten | 51.00  | 50.40  | 76.26  | 72.42  | 85.05  | 75.60  | 410.73 |
| 5      | Alexandre Despatie Arturo Miranda | Canada           | 53.40  | 49.80  | 77.40  | 71.61  | 77.52  | 79.56  | 409.29 |
| 6      | Sascha Klein Pavlo Rozenberg      | Duitsland        | 50.40  | 52.20  | 73.44  | 76.65  | 76.65  | 73.50  | 402.84 |
| 7      | Nick Robinson-Baker Ben Swain     | Groot-Brittannië | 51.00  | 49.20  | 76.26  | 67.50  | 81.90  | 76.50  | 402.36 |
| 8      | Robert Newbery Scott Robertson    | Australië        | 50.40  | 51.60  | 56.73  | 82.62  | 77.70  | 74.55  | 393.80 |

### 10 m toren synchroon (m)
De wedstrijd vond plaats op 11 augustus.
| #      | Olympiër                          | Land             | Duiken | Duiken | Duiken | Duiken | Duiken | Duiken | Punten |
| #      | Olympiër                          | Land             | 1      | 2      | 3      | 4      | 5      | 6      | Punten |
| ------ | --------------------------------- | ---------------- | ------ | ------ | ------ | ------ | ------ | ------ | ------ |
| Goud   | Huo Liang Lin Yue                 | China            | 57.00  | 59.40  | 89.76  | 86.40  | 86.70  | 88.92  | 468.18 |
| Zilver | Patrick Hausding Sascha Klein     | Duitsland        | 52.80  | 54.00  | 86.70  | 71.28  | 88.74  | 96.90  | 450.42 |
| Brons  | Dmitriy Dobroskok Gleb Galperin   | Rusland          | 53.40  | 56.40  | 86.70  | 88.32  | 70.38  | 90.06  | 445.26 |
| 4      | Mathew Helm Robert Newbery        | Australië        | 52.80  | 53.40  | 84.66  | 72.00  | 89.64  | 92.34  | 444.84 |
| 5      | David Boudia Thomas Finchum       | Verenigde Staten | 51.60  | 54.60  | 80.58  | 82.62  | 77.76  | 93.48  | 440.64 |
| 6      | Víctor Ortega Juan Guillermo Urán | Colombia         | 46.80  | 52.80  | 82.62  | 79.68  | 81.18  | 80.58  | 423.66 |
| 7      | Erick Fornaris José Guerra Oliva  | Cuba             | 49.80  | 48.00  | 79.56  | 71.04  | 75.48  | 85.50  | 409.38 |
| 8      | Blake Aldridge Tom Daley          | Groot-Brittannië | 52.80  | 50.40  | 72.96  | 75.24  | 77.52  | 79.56  | 408.48 |

### 3 m plank (v)
De wedstrijd vond plaats op 15 augustus (kwalificatie) en 16 augustus (halve finale) en 17 augustus (finale).
Eerste rij is kwalificatie, tweede rij is halve finale, derde rij is finale
| #      | Olympiër                | Land             | Duiken            | Duiken            | Duiken            | Duiken            | Duiken            | Punten                         |
| #      | Olympiër                | Land             | 1                 | 2                 | 3                 | 4                 | 5                 | Punten                         |
| ------ | ----------------------- | ---------------- | ----------------- | ----------------- | ----------------- | ----------------- | ----------------- | ------------------------------ |
| Goud   | Guo Jingjing            | China            | 76.50 79.50 81.00 | 81.00 76.50 84.00 | 58.90 79.05 88.35 | 81.00 76.50       | 76.50 82.50 85.50 | 373.90 (1) 398.55 (1) 415.35   |
| Zilver | Julia Pakhalina         | Rusland          | 67.50 69.00 81.00 | 76.50 78.00 75.00 | 82.15 77.50 80.60 | 72.00 78.00 82.50 | 60.00 81.00 79.50 | 358.15 (2) 383.50 (2) 398.60   |
| Brons  | Wu Minxia               | China            | 57.00 79.50 72.00 | 71.05 73.95 75.40 | 74.40 41.85 75.95 | 76.50 70.50 85.50 | 70.50 79.50 81.00 | 349.45 (4) 345.30 (3) 389.85   |
| 4      | Blythe Hartley          | Canada           | 78.00 72.00 70.50 | 80.60 65.10 80.60 | 64.50 48.00 75.00 | 66.00 67.50 72.00 | 61.50 72.00 76.50 | 350.60 (3) 324.60 (10) 374.60  |
| 5      | Tania Cagnotta          | Italië           | 64.50 72.00       | 64.40 71.40 67.20 | 67.50 60.00       | 64.50 63.00 67.50 | 72.00 66.00 82.50 | 332.90 (6) 332.40 (5) 349.20   |
| 6      | Anna Lindberg           | Zweden           | 54.00 60.00 61.20 | 51.00 60.00 58.50 | 58.50 67.50 76.50 | 66.00 70.50 72.00 | 65.25 66.70 73.95 | 294.75 (12) 324.70 (9) 342.15  |
| 7      | Sharleen Stratton       | Australië        | 64.50 72.00 73.50 | 57.00 58.50 75.00 | 63.00 57.40 49.00 | 36.00 67.50 66.00 | 67.50 70.50 67.50 | 288.00 (13) 325.90 (8) 331.00  |
| 8      | Nancilea Foster         | Verenigde Staten | 43.50 67.50 61.50 | 63.00 72.00       | 58.05 60.75 64.80 | 65.10 66.65 43.40 | 70.50 72.00 75.00 | 300.15 (11) 338.90 (4) 316.70  |
| 9      | Christina Loukas        | Verenigde Staten | 63.00 60.00 67.50 | 65.10 62.00 68.20 | 70.50 67.50       | 54.00 72.00 42.00 | 60.00 67.50 70.50 | 312.60 (8) 329.00 (7) 315.70   |
| 10     | Laura Sanchez           | Mexico           | 75.00 67.50 72.00 | 70.00 58.80 60.20 | 67.50 57.00 66.00 | 57.35 65.10 48.05 | 64.50 66.00       | 334.35 (5) 314.40 (12) 312.25  |
| 11     | Olena Fedorova          | Oekraïne         | 66.15 72.90 70.20 | 68.60 47.60 33.60 | 63.00 71.40       | 63.00 68.60 70.00 | 63.00 68.60 53.20 | 323.75 (7) 329.10 (6) 298.40   |
| 12     | Nora Barta              | Hongarije        | 60.75             | 58.80 63.00 67.20 | 40.50 61.50 36.00 | 54.60 71.40 37.80 | 61.50 67.50       | 276.15 (18) 318.15 (11) 269.25 |
|        |                         |                  |                   |                   |                   |                   |                   |                                |
| 13     | Jennifer Abel           | Canada           | 63.00 67.50       | 69.75 65.10       | 30.00 45.00       | 75.00 49.50       | 63.00 69.00       | 300.75 (10) 296.10             |
| 14     | Chantelle Newberry      | Australië        | 59.40 64.80       | 54.00 52.50       | 42.00 55.50       | 60.45 51.50       | 69.00 70.50       | 284.85 (15) 294.45             |
| 15     | Ditte Kotzian           | Duitsland        | 54.00 64.80       | 63.00 37.80       | 49.50             | 52.50 72.00       | 63.80 68.15       | 282.80 (16) 292.25             |
| 16     | Jashia Luna             | Mexico           | 50.40 52.80       | 58.05 55.35       | 58.80 61.60       | 57.40 54.60       | 52.20 63.00       | 276.85 (17) 287.35             |
| 17     | Maria Elizabeth Marconi | Italië           | 43.50 63.00       | 47.60 63.00       | 60.00 54.00       | 63.00 45.00       | 72.00 52.50       | 286.10 (14) 277.50             |
| 18     | Katia Dieckow           | Duitsland        | 63.00 57.00       | 46.20 33.00       | 66.00 49.50       | 69.00 64.50       | 58.50 57.00       | 302.70 (9) 263.00              |
|        |                         |                  |                   |                   |                   |                   |                   |                                |
| 19     | Svetlana Filippova      | Rusland          | 63.00             | 42.00             | 60.00             | 50.40             | 58.80             | 274.20                         |
| 20     | Diana Isabel Pineda     | Colombia         | 50.40             | 55.35             | 60.90             | 58.80             | 43.40             | 268.85                         |
| 21     | Elizabeth Jimie         | Maleisië         | 48.00             | 54.00             | 42.00             | 52.50             | 57.00             | 253.50                         |
| 21     | Mun Yee Leong           | Maleisië         | 54.00             | 52.50             | 51.00             | 33.00             | 63.00             | 253.50                         |
| 23     | Sheila Mae Perez        | Filipijnen       | 52.80             | 43.40             | 50.40             | 48.00             | 56.55             | 247.95                         |
| 24     | Villo Kormos            | Hongarije        | 55.35             | 45.60             | 49.00             | 47.60             | 50.40             | 247.95                         |
| 25     | Rebecca Gallantree      | Groot-Brittannië | 48.00             | 54.25             | 28.50             | 58.50             | 43.50             | 232.75                         |
| 26     | Anna Pysmenska          | Oekraïne         | 31.50             | 46.50             | 58.50             | 39.00             | 48.00             | 223.50                         |
| 27     | Veronika Kratochwil     | Oostenrijk       | 54.00             | 52.65             | 19.50             | 46.20             | 46.40             | 218.75                         |
| 28     | Jenna Dreyer            | Zuid-Afrika      | 42.00             | 0.00              | 50.40             | 64.50             | 54.00             | 210.90                         |
| 29     | Darya Romenskaya        | Wit-Rusland      | 52.50             | 39.00             | 27.00             | 37.20             | 51.30             | 207.00                         |
| 30     | Jenifer Benitez         | Spanje           | 56.70             | 33.75             | 21.00             | 58.80             | 23.80             | 194.05                         |

### 10 m toren (v)
De wedstrijd vond plaats op 20 augustus (kwalificatie) en 21 augustus (halve finale en finale).
eerste rij is kwalificatie, tweede rij is halve finale, derde rij is finale
| #      | Olympiër                      | Land             | Duiken            | Duiken            | Duiken            | Duiken            | Duiken            | Punten                         |
| #      | Olympiër                      | Land             | 1                 | 2                 | 3                 | 4                 | 5                 | Punten                         |
| ------ | ----------------------------- | ---------------- | ----------------- | ----------------- | ----------------- | ----------------- | ----------------- | ------------------------------ |
| Goud   | Chen Ruolin                   | China            | 76.50 81.00 85.50 | 83.20 91.20 84.80 | 86.40 88.00       | 85.80 89.10       | 96.90 100.30      | 428.80 (1) 440.60 (1) 447.70   |
| Zilver | Émilie Heymans                | Canada           | 81.60 83.30       | 70.40 81.60 86.40 | 94.05 52.80 84.15 | 71.40 76.50 95.20 | 86.40 81.60 88.00 | 403.85 (3) 374.10 (4) 437.05   |
| Brons  | Wang Xin                      | China            | 76.50 79.50       | 91.20 86.40 84.80 | 80.00 86.60 86.40 | 82.50 70.95 89.10 | 90.10 73.10 90.10 | 420.50 (2) 388.55 (3) 429.90   |
| 4      | Paola Espinosa                | Mexico           | 67.50 72.00       | 62.70 84.15       | 59.50 83.30 68.00 | 67.20 84.40 75.20 | 86.70 76.50 81.60 | 343.60 (7) 400.75 (2) 380.95   |
| 5      | Tatiana Ortiz                 | Mexico           | 73.50 67.50 63.00 | 48.00 57.60 40.00 | 72.60 62.70 72.60 | 76.80 78.40 86.10 | 74.80 83.30 81.60 | 345.70 (6) 349.50 (5) 343.60   |
| 6      | Melissa Wu                    | Australië        | 76.50 79.50       | 72.00 76.80 75.20 | 67.20 72.00       | 37.95 34.65 24.75 | 86.70 71.40 86.70 | 340.35 (8) 331.35 (8) 338.15   |
| 7      | Marie-Eve Marleau             | Canada           | 66.00 75.00 76.50 | 36.30 44.55 39.60 | 64.60 76.50 81.60 | 52.80 68.80 67.20 | 76.80 70.40 67.20 | 296.50 (17) 335.25 (7) 332.10  |
| 8      | Tania Couch                   | Groot-Brittannië | 67.20 63.00 67.20 | 63.00 58.50 64.50 | 76.50 66.30 73.10 | 62.40 60.80 67.20 | 51.30 48.60 56.70 | 320.40 (12) 297.20 (12) 328.70 |
| 9      | Laura Wilkinson               | Verenigde Staten | 81.00 67.50 72.00 | 63.00 46.80 43.20 | 74.80 73.10 45.90 | 72.00 64.00       | 79.90 86.70       | 370.70 (5) 346.10 (6) 311.80   |
| 10     | Stacie Powell                 | Groot-Brittannië | 41.85 58.90 69.75 | 74.25 51.15 64.35 | 75.20 68.80 46.40 | 49.50 60.00 46.50 | 73.10 62.90 76.50 | 313.90 (14) 301.75 (11) 303.50 |
| 11     | Mai Nakagawa                  | Japan            | 67.20 71.40       | 60.90 66.70 49.30 | 63.00 60.00 37.50 | 63.80 49.30 66.70 | 76.50 71.40       | 331.40 (9) 314.60 (10) 296.30  |
| 12     | Elina Eggers                  | Zweden           | 61.60 63.00       | 60.90 69.60 72.50 | 56.55 59.45 33.35 | 65.60 64.00 57.60 | 64.80 59.40       | 309.45 (16) 315.45 (9) 285.85  |
|        |                               |                  |                   |                   |                   |                   |                   |                                |
| 13     | Tania Cagnotto                | Italië           | 63.00             | 62.35 55.10       | 52.50             | 81.60 61.20       | 68.85 64.80       | 328.30 (11) 296.60             |
| 14     | Haley Ishimatsu               | Verenigde Staten | 52.70 69.75       | 64.50 76.50       | 72.00 43.20       | 68.40 57.60       | 71.40 45.90       | 329.00 (10) 292.95             |
| 15     | Valentina Marocchi            | Italië           | 67.20 63.00       | 64.80 44.55       | 65.25 63.80       | 48.60 43.20       | 67.20 68.60       | 313.05 (15) 283.15             |
| 16     | Kim Un Hyang                  | Noord-Korea      | 58.50 63.00       | 81.60 38.40       | 72.60 36.30       | 30.40 52.80       | 73.10 76.50       | 316.20 (13) 267.00             |
| 17     | Kim Jin Ok                    | Noord-Korea      | 67.50 63.00       | 62.40 57.60       | 34.65 29.70       | 73.10 59.50       | 54.25 49.60       | 291.90 (18) 259.40             |
| 18     | Alexandra Croak               | Australië        | 73.60 35.20       | 66.00 63.00       | 84.15 39.60       | 78.40 49.60       | 81.60 62.90       | 383.75 (4) 250.30              |
|        |                               |                  |                   |                   |                   |                   |                   |                                |
| 19     | Christin Stener               | Duitsland        | 63.00             | 71.40             | 76.50             | 30.40             | 49.50             | 290.80                         |
| 20     | Joelia Prokoptsjoek           | Oekraïne         | 50.40             | 58.50             | 63.80             | 48.00             | 69.70             | 290.40                         |
| 21     | Audrey Labeau                 | Frankrijk        | 64.60             | 61.50             | 36.25             | 58.80             | 68.80             | 289.95                         |
| 22     | Anja Richter                  | Oostenrijk       | 74.80             | 58.80             | 58.50             | 60.80             | 34.80             | 287.70                         |
| 23     | Juliana Veloso                | Brazilië         | 71.40             | 60.20             | 56.55             | 54.00             | 41.60             | 283.75                         |
| 24     | Ramona Maria Ciobana          | Roemenië         | 51.80             | 45.90             | 60.80             | 63.00             | 57.60             | 279.10                         |
| 25     | Claire Febvay                 | Frankrijk        | 58.80             | 26.40             | 63.00             | 30.60             | 76.50             | 255.30                         |
| 26     | Eftychi Papa Papavasilopoulou | Griekenland      | 50.40             | 49.50             | 34.80             | 62.90             | 54.40             | 252.00                         |
| 27     | Pandelela Rinong Pamg         | Maleisië         | 36.95             | 53.65             | 67.50             | 57.60             | 34.00             | 249.20                         |
| 28     | Natalia Goncharova            | Rusland          | 58.50             | 60.80             | 57.80             | 32.00             | 31.35             | 240.45                         |
| 29     | Annett Gamm                   | Duitsland        | 49.50             | 44.80             | 56.00             | 51.00             | 33.00             | 234.30                         |

### 3 m plank synchroon (v)
De wedstrijd vond plaats op 10 augustus.
| #      | Olympiër                              | Land             | Duiken | Duiken | Duiken | Duiken | Duiken | Punten |
| #      | Olympiër                              | Land             | 1      | 2      | 3      | 4      | 5      | Punten |
| ------ | ------------------------------------- | ---------------- | ------ | ------ | ------ | ------ | ------ | ------ |
| Goud   | Guo Jingjing Wu Minxia                | China            | 52.80  | 57.60  | 75.60  | 81.90  | 75.60  | 343.50 |
| Zilver | Julia Pakhalina Anastasia Pozdnyakova | Rusland          | 52.80  | 51.00  | 69.30  | 77.43  | 73.08  | 323.61 |
| Brons  | Heike Fischer Ditte Kotzian           | Duitsland        | 51.00  | 51.60  | 68.40  | 70.20  | 76.50  | 318.90 |
| 4      | Kelci Bryant Ariel Rittenhouse        | Verenigde Staten | 52.80  | 51.00  | 69.30  | 69.30  | 72.00  | 314.40 |
| 5      | Briony Cole Sharleen Stratton         | Australië        | 52.20  | 51.60  | 68.40  | 67.14  | 72.00  | 311.34 |
| 6      | Noemi Batki Francessca Dallape'       | Italië           | 48.00  | 51.60  | 68.40  | 70.20  | 58.50  | 296.70 |
| 7      | Anna Pysmenska Maria Volosjtsjenko    | Oekraïne         | 49.80  | 48.00  | 63.80  | 65.70  | 65.70  | 293.10 |
| 8      | Tandi Gerrard Hayley Sage             | Groot-Brittannië | 46.80  | 48.60  | 53.70  | 65.29  | 63.84  | 278.25 |

### 10 m toren synchroon (v)
De wedstrijd vond plaats op 12 augustus.
| #      | Olympiër                            | Land             | Duiken | Duiken | Duiken | Duiken | Duiken | Punten |
| #      | Olympiër                            | Land             | 1      | 2      | 3      | 4      | 5      | Punten |
| ------ | ----------------------------------- | ---------------- | ------ | ------ | ------ | ------ | ------ | ------ |
| Goud   | Chen Ruolin Wang Xin                | China            | 55.80  | 55.20  | 79.20  | 82.56  | 90.78  | 363.54 |
| Zilver | Briony Cole Melissa Wu              | Australië        | 51.00  | 53.40  | 72.00  | 71.04  | 87.72  | 335.16 |
| Brons  | Paola Espinosa Tatiana Ortiz        | Mexico           | 46.80  | 48.60  | 77.76  | 73.26  | 83.64  | 330.06 |
| 4      | Stefanie Anthes Nora Subschinski    | Duitsland        | 50.40  | 49.80  | 69.12  | 60.39  | 80.58  | 310.29 |
| 5      | Mary Beth Dunnichay Haley Ishimatsu | Verenigde Staten | 51.00  | 51.00  | 60.30  | 66.24  | 80.58  | 309.12 |
| 6      | Choe Kum Hui Kim Un Hyang           | Noord-Korea      | 53.40  | 51.60  | 61.20  | 63.36  | 78.54  | 308.10 |
| 7      | Meaghan Benfeito Roseline Filion    | Canada           | 51.00  | 51.60  | 67.50  | 62.37  | 73.44  | 305.91 |
| 8      | Tonia Couch Stacie Powell           | Groot-Brittannië | 51.00  | 48.60  | 66.60  | 63.84  | 73.44  | 303.48 |

## Medaillespiegel
| Plaats | Land      | NOC    | Goud | Zilver | Brons | Totaal |
| ------ | --------- | ------ | ---- | ------ | ----- | ------ |
| 1      | China     | CHN    | 7    | 1      | 3     | 11     |
| 2      | Australië | AUS    | 1    | 1      | 0     | 2      |
| 3      | Rusland   | RUS    | 0    | 3      | 2     | 5      |
| 4      | Canada    | CAN    | 0    | 2      | 0     | 2      |
| 5      | Duitsland | GER    | 0    | 1      | 1     | 2      |
| 6      | Mexico    | MEX    | 0    | 0      | 1     | 1      |
| 6      | Oekraïne  | UKR    | 0    | 0      | 1     | 1      |
| Totaal | Totaal    | Totaal | 8    | 8      | 8     | 24     |

St. Louis 1904 · 
Londen 1908 · 
Stockholm 1912 · 
Antwerpen 1920 · 
Parijs 1924 · 
Amsterdam 1928 · 
Los Angeles 1932 · 
Berlijn 1936 · 
Londen 1948 · 
Helsinki 1952 · 
Melbourne 1956 · 
Rome 1960 · 
Tokio 1964 · 
Mexico-stad 1968 · 
München 1972 · 
Montréal 1976 · 
Moskou 1980 · 
Los Angeles 1984 · 
Seoel 1988 · 
Barcelona 1992 · 
Atlanta 1996 · 
Sydney 2000 · 
Athene 2004 · 
Peking 2008 · 
Londen 2012 · 
Rio de Janeiro 2016 · 
Tokio 2020 · 
Parijs 2024 · 
Los Angeles 2028 
Medaillewinnaars 
atletiek · badminton · basketbal · boksen · boogschieten · gewichtheffen · gymnastiek · handbal · hockey · honkbal · judo · kanovaren · moderne vijfkamp · paardensport · roeien · schermen · schietsport · schoonspringen · softbal · synchroonzwemmen · taekwondo · tafeltennis · tennis · triatlon · voetbal · volleybal · waterpolo · wielersport · worstelen · zeilen · zwemmen